# Currie Rugby Football Club
Il Currie Rugby Football Club è una squadra scozzese di rugby a 15 che gioca a Edimburgo e disputa la Premiership Division One.

## Palmarès
- Campionati scozzesi: 2
2006-07, 2009-10